# 約瑟夫烏 (馬佐夫舍省)

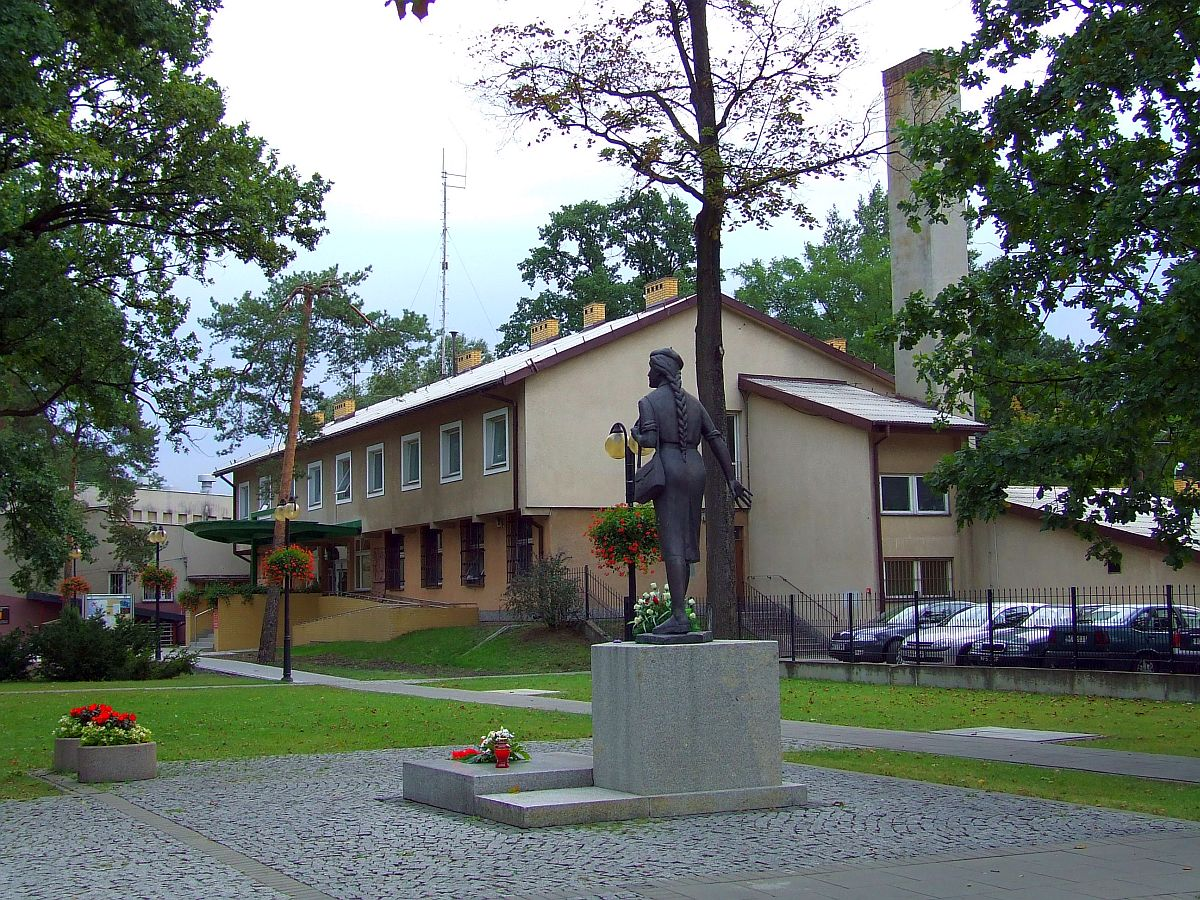

約瑟夫烏是波蘭的城鎮，位於該國東部，距離首都華沙約15公里，南面以維斯瓦河為界，由馬佐夫舍省負責管轄，面積23.92平方公里，海拔高度94米，2006年人口18,353。

## 外部連結
- The official webpage of Józefów （页面存档备份，存于）
- Jewish Community in Józefów on Virtual Shtetl

52°08′N 21°14′E / 52.133°N 21.233°E